# سيلينا شويري
سيلينا شويري هي ممثلة وممثلة صوت لبنانية. ابنة الفنان إيلي شويري بدات حياتها الفنية كمغنية. كما شاركت في عروض على المسرح وأدت عدد من الأدوار منها، فيلم ميلودراما حبيبي عام 2008 .

## فيلموغرافيا

### أدوار الدبلجة
- أساسنز كريد سنديكيت
- آليس في بلاد العجائب (فيلم 1951) (النسخة العربية الفصحى)
- البحث عن نيمو - كورال، شيلدون، دارلا (النسخة العربية الفصحى)
- بن 10: إليين فورس - غوين تنيسون (الصوت الأول)
- توم كلانسيز ذا ديفيجن - فاي لاو
- خلف حائط الحديقة - بياترس
- ستيفن البطل - ستيفن يونيفرس
- سيارات - سالي (النسخة العربية الفصحى)
- سيارات 2 - ماما توبولينو (النسخة العربية الفصحى)
- شركة الوحوش - السيدة فلينت (النسخة العربية الفصحى)
- عائلة روبنسون (النسخة العربية الفصحى)
- ميلو ورحلة الإنقاذ - والدة ميلو
- مختبر دكستر
- مغامرات فلاب جاك
- تشاودر
- سبايدرمان الاقوي
- ميغاس
- حياة جونيبر لي
- وقت المغامرة
- أولاد الجيران
- كامب لازلو
- يونيكيتي!
- مشروع زيتا
- كونغ فو شاولين (مسلسل)
- كوردج الجبان
- خروف في المدينة
- عائلة ساترديز
- السنافر (مسلسل)

## وصلات خارجية
- سيلينا شويري على موقع IMDb (الإنجليزية)